# Gnijąca panna młoda
Gnijąca panna młoda (ang. Corpse Bride) – film animowany fantasy Tima Burtona z 2005 roku. W 2006 roku film nominowano do Oscara w kategorii Najlepszy film animowany. Film zdobył też wiele prestiżowych nagród, w tym Saturn Award.

## Wykonanie
Film tworzony tzw. metodą poklatkową. W filmie role odgrywają lalki z mechanizmem przekładniowym. Każda lalka ma ok. dwunastu cali wysokości. Na potrzeby filmu stworzono ich osiemdziesiąt pięć, jednak nie wszystkie wzięły w nim udział. Produkcja filmu trwała pięćdziesiąt pięć tygodni.

## Fabuła
XIX w., małe wiktoriańskie miasteczko. Victor Van Dort szykuje się do zaaranżowanego przez rodziców ślubu z Victorią Everglot. Swoją przyszłą żonę widzi pierwszy raz dopiero przed próbą generalną ceremonii ślubnej. Choć oboje od razu przypadają sobie do gustu, Victor jest tak zdenerwowany, że nie umie wymówić słów przysięgi ślubnej. Ponadto podpala też suknię przyszłej teściowej. Pastor Galswells oświadcza, że ślub się nie odbędzie, póki pan młody nie nauczy się swojej kwestii. Zawstydzony i spanikowany Victor ucieka z kościoła. W pewnym momencie, spacerując po ponurym lesie i ćwicząc słowa przysięgi, nasuwa obrączkę na wyrastający konar. Okazuje się, że wcale nie jest to konar, ale ręka należąca do rozkładającego się ciała kobiety – zamordowanej przez swojego narzeczonego panny młodej. Gnijąca panna młoda powstaje z ziemi i oświadcza przerażonemu Victorowi, że właśnie zawarł z nią ślub. Chłopak zostaje zaciągnięty do Krainy Umarłych, która okazuje się być wielce rozrywkowa. Emily, bo tak nazywa się tytułowa bohaterka, wręcza swojemu „mężowi” jako prezent ślubny pudełko, w którym znajdują się kości ukochanego jamnika Victora, Kostusia. Pojedyncze kostki łączą się i przed Van Dortem staje psi szkielecik, radośnie merdający ogonem. Podczas rozmowy Victor nakłania Emily pod pozorem poznania jego rodziców do powrotu do świata żywych. Emily wyraża zgodę i prowadzi go do kościotrupa Znachora Gutknechta, prosząc go o krótką wizytę w świecie żywych. Gdy zechcą powrócić, mają powiedzieć „Hop-Siup” (ang. „hopscotch”, co oznacza „gra w klasy”). Victor prosi Emily, by poczekała na niego w lesie – chce „przygotować rodziców na tę wspaniałą wiadomość”. Tak naprawdę ucieka. Dobiegając do domu Victorii, słyszy jej rodziców, którzy wygrażają mu, że jeśli wróci, to go zabiją. Wchodząc po pnączach dostaje się do pokoju Victorii i opowiada jej swoją historię. Tymczasem Emily zaczyna szukać Victora. Znajduje go i w złości, że zastała go z inną kobietą wypowiada zaklęcie, po czym oboje wracają do Świata Umarłych. W międzyczasie rodzice Victora go poszukują, gdyż jeśli się nie znajdzie Victoria wyjdzie za tajemniczego Lorda Barkisa. Victoria opowiada o zaistniałej sytuacji i porwaniu Victora przez Gnijącą Pannę Młodą, jednak nikt jej nie wierzy. Victoria ucieka do pastora i pyta go, czy możliwe jest poślubienie trupa, ten natomiast odsyła ją do domu. W Świecie Umarłych Emily wyrzuca „mężowi”, że ją oszukał i wrócił do drugiej i że jeśli jej nie kocha, to nie powinien się oświadczać. Victor przypadkiem uraża „żonę”, która ucieka, godzą się dopiero podczas gry na pianinie. Tymczasem woźnica państwa Van Dort umiera i opowiada Victorowi o zaplanowanym ślubie Victorii z Lordem Barkisem. Podczas gdy Victor rozpacza, Emily dowiaduje się, że ich ślub jest ważny „dopóki śmierć ich nie rozłączy”. Jako że śmierć już to zrobiła, by ich małżeństwo było w dalszym ciągu pełnoprawne, Victor musi napić się trucizny i odnowić ślub w Świecie Żywych. Emily jest zrozpaczona i przekonana, że tego nie zrobi, lecz Victor myśląc, że stracił Victorię zgadza się dobrowolnie. Umarli wracają do Świata Żywych na ślub, siejąc swą obecnością przerażenie i panikę. Do czasu, gdy żywi rozpoznają w nich swych zmarłych znajomych i członków rodziny (np. chłopiec martwego dziadka, a szkielet swoją żonę). Razem idą do kościoła. Podczas ceremonii ślubnej Panna Młoda Emily zauważa Victorię i uświadamia sobie, że robi to samo, co niegdyś jej narzeczony: zabiera czyjąś szansę na szczęście. Wtedy wpada Lord Barkis, w którym Emily rozpoznaje swojego byłego narzeczonego oraz zabójcę, dochodzi do walki. Emily, choć ma możliwość odpłacenia mu pięknym za nadobne, nie wykorzystuje tego. Przeciwnik dostrzega słabość Emily (miłość i nienawiść zarazem), wznosi za nią toast: „wiecznie druhna nigdy panna młoda” i nieopatrznie wypija truciznę z kielicha. Nie będąc już jednym z żywych, zostaje zlinczowany przez żądnych zemsty oraz sprawiedliwości zmarłych. Emily oddaje Victorowi obrączkę, po czym wychodząc z kościoła i zmieniwszy się w świetle księżyca w błękitne motyle, odchodzi w spokoju.